# Moeda
Moeda war ein portugiesisches Volumenmaß und ein sogenanntes Getreidemaß.
- 1 Moeda = 39.566 Pariser Kubikzoll bis 40.500 Pariser Kubikzoll = 784,85 Liter bis 803,37 Liter
- Lissabon 1 Moeda = 54 Alquiers[1]
- Azoren, auch São Miguel  1 Moeda = 60 Alquiers
- Madera 1 Moeda = 64 Alquiers
- 1 Miltrain = ½ Moeda/Pistole[2]

Die Moeda wurde auch als Salzmaß verwendet.